# Esercito del Brunswick
L'esercito del Brunswick (in tedesco ufficialmente Braunschweigische Armee) è stato l'esercito del ducato di Brunswick-Lüneburg, del ducato di Brunswick-Wolfenbüttel e poi del ducato di Brunswick dal 1605 al 1886.

## Storia

### Le origini

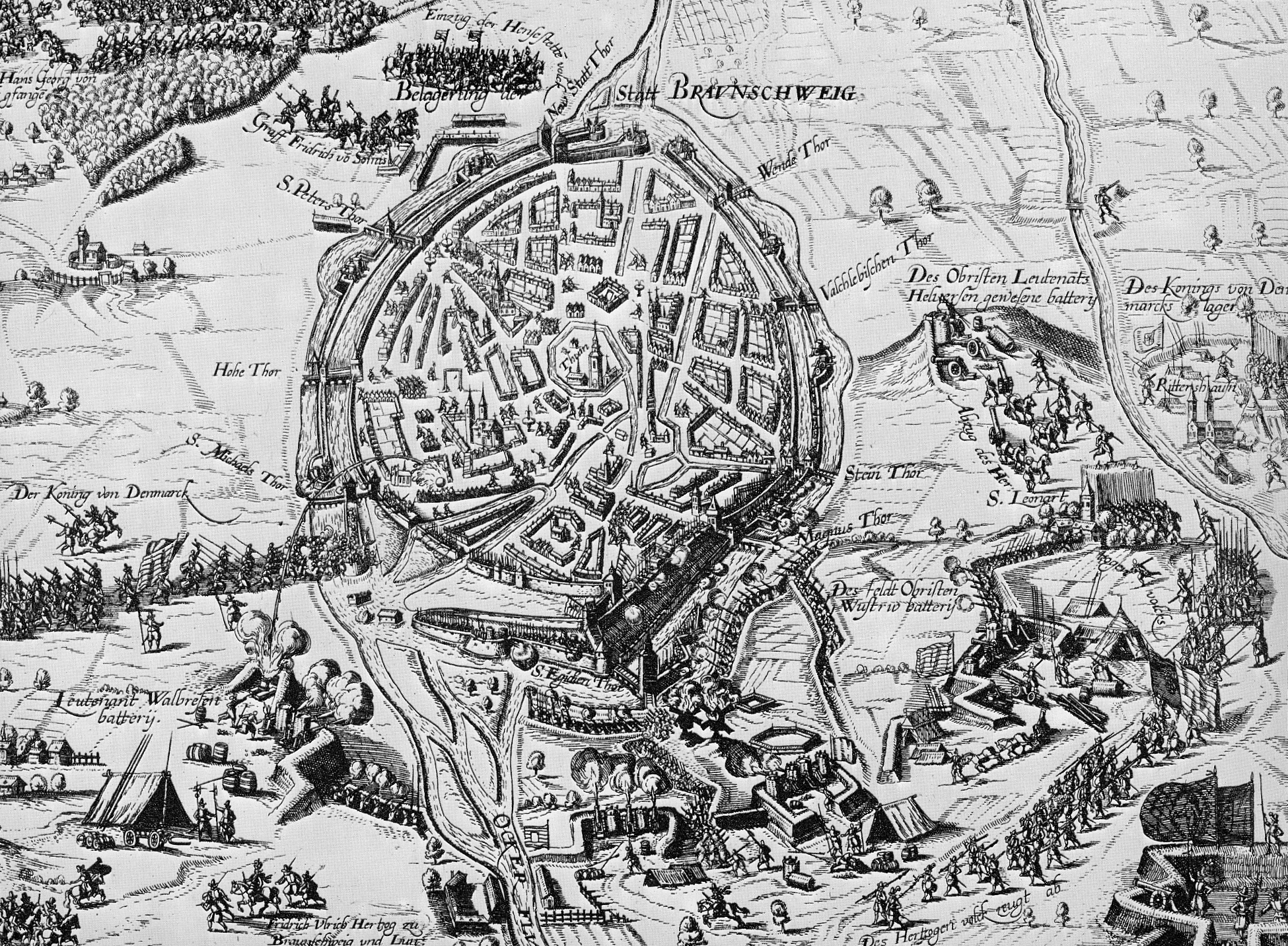
L'assedio di Brunswick nel 1615

Le origini dell'esercito del ducato di Brunswick furono nel 1605, per opera del duca Giulio di Brunswick-Wolfenbüttel, che per primo ottenne prima della guerra dei trent'anni il diritto di possedere un proprio esercito per contribuire alle difese dell'impero. Contemporaneamente il duca avviò una fabbrica di armi presso Gittelde. Oltre all'esercito regolare, già dal 1589 esisteva un servizio di milizia locale composta anche da diverse compagnie a cavallo. Il comando generale venne affidato in maniera permanente ed ereditaria al conte di Hohenlohe.
Già dal 1606, vennero costituiti due reggimenti, l'uno definito "giallo" e composto esclusivamente da fanti, mentre quello definito "rosso" era composto da truppe a cavallo. Il primo scontro che il neonato esercito del Brunswick si trovò a dover affrontare fu con la Danimarca, conflitto che venne alla fine risolto solo per intervento dell'imperatore Rodolfo II del Sacro Romano Impero.
Entrambi i reggimenti passarono nel 1615 sotto il comando del colonnello Otto Plato von Helversen che riconquistò al duca la città di Braunschweig per riportarla sotto il governo ducale dopo i disordini avvenuti con la guerra.
Quando scoppiò la guerra dei trent'anni nel 1618, il duca Federico Ulrico di Brunswick-Wolfenbüttel optò per mantenere la neutralità, ma comprendendo la situazione generale lavorò per rafforzare le sue truppe tra il 1622 ed il 1623 e nominò colonnello comandante suo cognato Ottone di Brunswick-Lüneburg. All'epoca l'esercito del ducato era composto da 2 775 uomini e da 1 406 cavalli e non disponeva di artiglieria.
Nel 1624, il duca Federico Ulrico venne nominato generale dell'esercito distrettuale della Bassa Sassonia e nel maggio del 1625 il ducato di Brunswick-Wolfenbüttel decise di aumentare ulteriormente il numero delle truppe, concludendo un'alleanza formale anche con re Cristiano IV di Danimarca. L'idea del duca era quella di portare le leve totali a 24 000 uomini, ma tale auspicio non si verificò mai.
Mentre l'esercito imperiale della Lega cattolica col suo comandante Johann von Tilly continuava ad avanzare, le truppe del duca Federico Ulrico si unirono a quelle danesi presso Nienburg nel giugno di quello stresso anno. La città venne assediata dal generale Tilly, ma re Cristiano IV riuscì a costringerlo a ritirarsi. La situazione precipitò quando il generale Wallenstein avanzò su Gottinga e Tilly conquistò la fortezza di Calenberg il 24 ottobre 1625. Le città di Gottinga, Münden e Nordheim vennero rinforzate con nuove truppe.

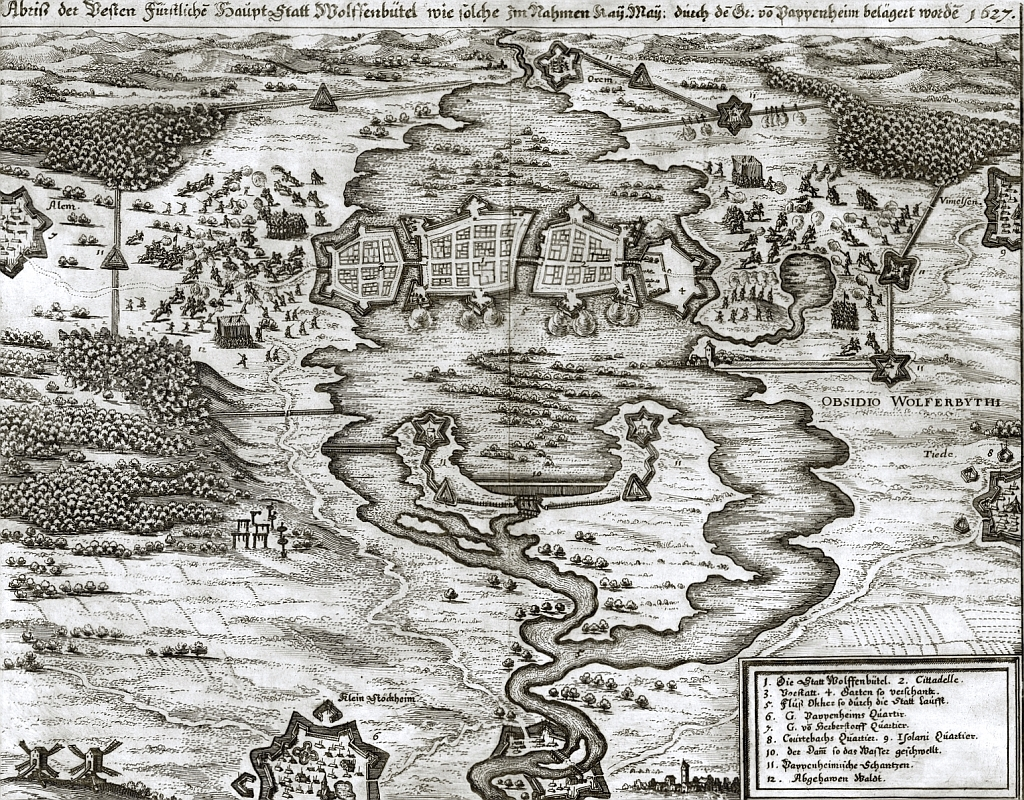
L'assedio di Wolfenbuettel nel 1627

Dopo che Tilly ebbe conquistato le tre città, il duca Federico Ulrico negoziò di nuovo con lui, ritirando le sue truppe da quelle dell'esercito danese in agosto e si sottomise alla volontà dell'imperatore. Dopo la sconfitta di re Cristiano di Danimarca, Wolfenbüttel rimase nelle mani dei danesi sino al 1627 quando venne riconquistata dalle truppe di Federico Ulrico e del generale Gottfried Heinrich zu Pappenheim.
Il duca Federico Ulrico si unì infine agli altri principi protestanti in alleanza nel 1631, concludendo anche un trattato di alleanza con re Gustavo Adolfo di Svezia nel 1632. Riuscì a costituire una forza di 1 500 cavalieri (12 compagnie con 125 cavalli) e cinque reggimenti di fanteria (5 200 uomini) agli ordini degli svedesi, includendo il reggimento "giallo" (otto compagnie di fanti), il reggimento "rosso" (500 cavalieri e otto compagnie di fanti) e il reggimento "blu" (con 1 000 cavalieri e dodici compagnie di fanti).
All'inizio del 1633 importanti città come Bielefeld, Herford, Lemgo e Vlotho furono riconquistate e le truppe imperiali vennero respinte sulla riva destra del fiume Weser dall'esercito suedo-tedesco. Le truppe del Wolfenbüttel erano all'epoca sottoposte al comando del generale von Uslar vicino a Polle, Holzminden e Höxter. Nel frattempo, il duca Federico Ulrico continuò l'assedio di Wolfenbüttel con l'intento di riconquistare la città.
Dopo la morte del duca Federico Ulrico, il duca Augusto il Giovane rilevò nel 1635 i territori del Brunswick-Wolfenbüttel, che erano stati ridistribuiti tra i principi della casata, mentre ancora continuava l'assedio di Wolfenbüttel.
Nel settembre del 1641 furono avviate a Goslar le prime trattative per una pace tra i duchi guelfi e l'arciduca Leopoldo d'Asburgo, comandante delle truppe imperiali: ne scaturì la pace di Praga che stabilì il passaggio della città di Wolfenbüttel al ducato di Brunswick-Wolfenbüttel, cosa che avvenne nel settembre del 1643.

### Le campagne militari della seconda metà del Seicento
Nel 1652 il ducato di Brunswick-Wolfenbuttel concluse un'alleanza con la regina Cristina di Svezia e coi langravi d'Assia-Kassel (alleanza di Hildesheim), secondo la quale i duchi furono obbligati a fornire stabilmente un contingente di 4000 fanti e 2000 cavalieri secondo necessità, ottenendo in cambio protezione e aiuto.
Nel 1654 i duchi stipularono un'alleanza con l'elettore di Brandeburgo, fornendo 1200 fanti e 300 cavalieri. Nel 1657 le truppe danesi invasero il ducato di Brema e Verden. Nel 1663, le truppe di Brunswick vennero inviate in Ungheria come corpo ausiliario nella guerra del 1663-1664.
Il 17 settembre 1666, il duca Rodolfo Augusto assunse il governo dopo la morte del padre e nel 1667 prese a governatore suo fratello Antonio Ulrico he prese la decisione di aumentare ulteriormente il numero delle truppe. Dal 1667 al 1669, le truppe dell'esercito del ducato di Brunswick-Wolfenbüttel vennero poste al servizio olandese e poi della Spagna.
Dal 1669 al 1670 le truppe vennero nuovamente rinforzate e potenziate.
La città di Braunschweig e la città di Wolfenbüttel erano le uniche due città del principato di Brunswick-Wolfenbüttel a disporre di fortificazioni. Dopo essere stata assediata e sottomessa dai duchi, Braunschweig fu elevata allo status di sede di guarnigione principesca nel 1671.
Quando Luigi XIV di Francia fece marciare le sue truppe in Alsazia sotto la guida del maresciallo Henri de Turenne, le truppe di Brunswick si unirono all'esercito imperiale nel 1674 con quelle del Brandeburgo, di Celle, di Lüneburg e di Wolfenbüttel per opporsi ai francesi affiancando gli olandesi nella guerra d'Olanda. Il generale Alexander de Bournonville guidò le sue truppe attraverso il Reno vicino a Strasburgo per unirsi all'esercito dell'elettore di Brandeburgo, Federico Guglielmo, per attaccare Turenne con un esercito di circa 55.000 uomini. Il 4 ottobre 1674 si svolse la battaglia di Enzheim a sud-ovest di Strasburgo. Tra le truppe alleate vi erano anche nove reggimenti di fanteria del Brunswick guidati dal duca Augusto di Holstein-Plön, con 28 cannoni al seguito e con l'incarico di fronteggiare gli uomini guidati dal marchese Louis-François de Boufflers ma l'operazione fallì per la mancanza di un adeguato supporto. L'esercito del Brunswick perse nello scontro 28 ufficiali, 100 sottufficiali e 674 soldati in tutto. Nel gennaio del 1675 i reggimenti del ducato di Brunswick-Lüneburg, di Münster e del Brandeburgo vennero schierati contro Turenne nella battaglia di Türkheim.
Nel 1684 le truppe del Brunswick fronteggiarono i turchi e nel 1688 presero parte alla guerra di successione del palatinato, ancora una volta contro i francesi di Luigi XIV.

### 1756-1783: la guerra dei sette anni e i soldati mercenari

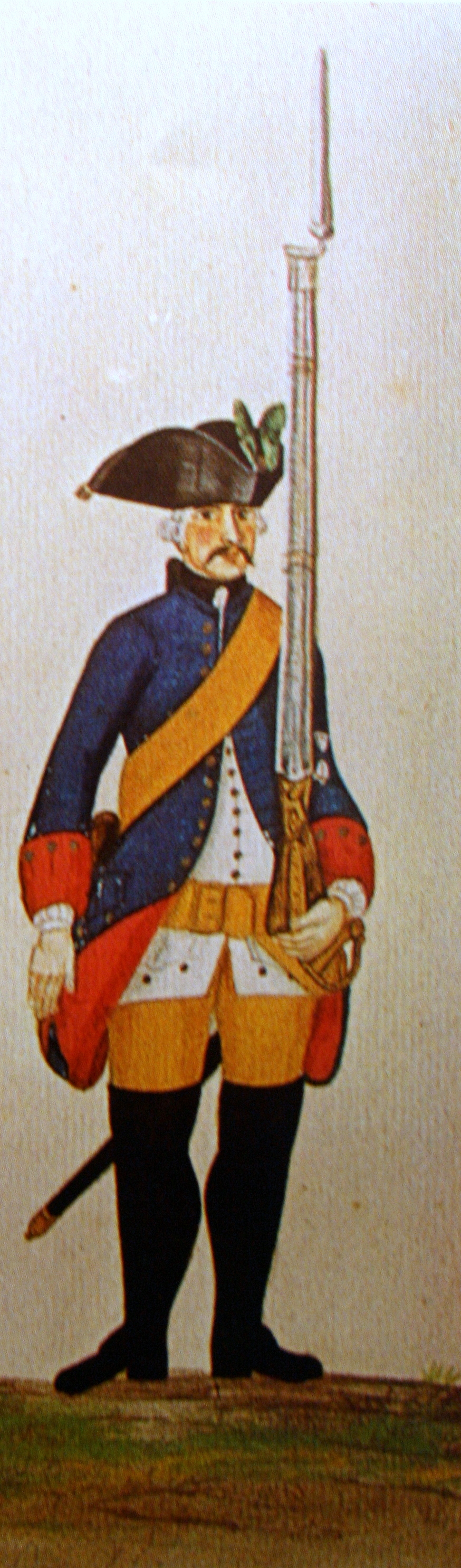
Uniforme da soldato della legione britannica organizzata dal ducato di Brunswick

Nel 1756 il ducato di Brunswick-Wolfenbüttel si schierò nella Guerra dei Sette anni (dal 1756 al 1763) al fianco della Prussia. Verso la fine del conflitto, nel 1762, la forze messe in campo dal ducato erano pari a 16.000 uomini grazie ai finanziamenti ricevuti dall'Inghilterra. Dopo il raggiungimento della pace la situazione cambiò radicalmente e le forze in campo dovettero essere ridotte drasticamente.
Nel febbraio del 1776, il ducato di Brunswick-Wolfenbüttel fornì all'Inghilterra un contingente di mercenari da impiegare nella Guerra d'Indipendenza americana, con contratto firmato tra William Fawcett in rappresentanza della corona inglese, e Feronce von Rotenkreutz per il Brunswick. Il duca Carlo I di Brunswick-Wolfenbüttel si impegnò a inviare un corpo di 3964 fanti e 336 cavalieri leggeri dietro pagamento all'Inghilterra. La cavalleria venne equipaggiata con le proprie cavalcature solo dopo essere giunta in America. L'intera forza era composta da cinque reggimenti e due battaglioni, con tutto l'equipaggiamento a carico del Brunswick. Friedrich Adolf von Riedesel venne nominato comandante di questo contingente. Gli uomini si imbarcarono a Stade e si portarono quindi a Québec. Qui combatterono insieme alle unità dell'Assia-Hanau ed alle forze del British Army. Il ducato di Brunswick guadagnò 5.250.000 talleri per l'invio di questi soldati a sostegno dell'Inghilerra e delle sue colonie. Al ritorno dei soldati dalle Americhe, il duca Carlo Guglielmo Ferdinando decise di ridurre drasticamente il numero dei soldati dell'esercito stabile a vantaggio dei mercenari, più redditizi e meno impegnativi da gestire e mantenere.

### Le guerre napoleoniche
Quando la Prussia entrò in guerra con la Francia nel 1806, il Brunswick aveva optato per mantenere la neutralità e venire così risparmiato dalle truppe di Napoleone, ma quest'ultimo invece decise di occupare il principato di Brunswick-Wolfenbüttel e, una volta abolito, lo accorpò al regno di Vestfalia, come pure fece con l'esercito locale.

### 1814-1866: la riorganizzazione dell'esercito

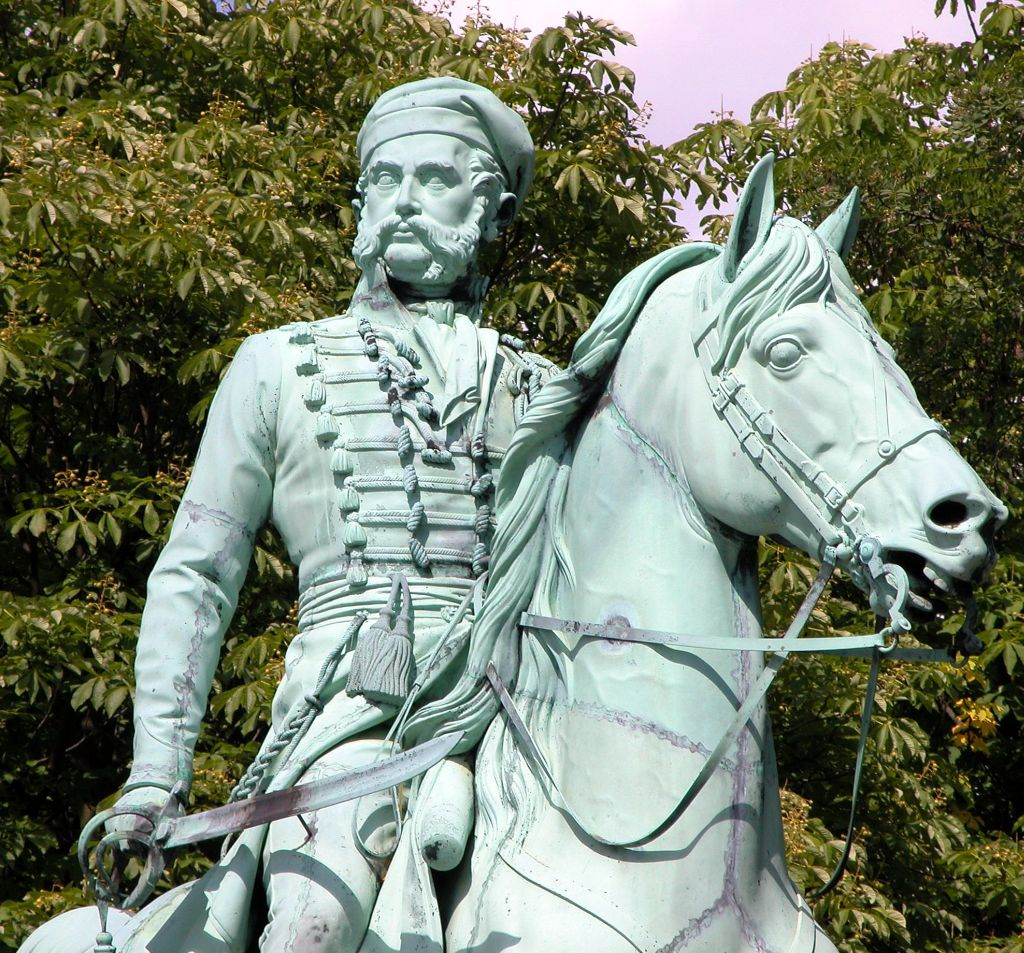
Statua raffigurante il duca Federico Guglielmo di Brunswick che riorganizzò l'esercito del Brunswick all'inizio dell'Ottocento

Nel 1809, il duca Federico Guglielmo di Brunswick riunì la sua compagnia in Boemia, lo Schwarze Schar (lo "squadrone nero"). Dal 1813 questo costituì la nuova base per la ricostruzione dell'esercito di Brunswick. Subordinato al comando supremo del principe reggente Giorgio IV del Regno Unito, questo squadrone combatté in Spagna ed in Belgio contro i napoleonici. Dopo che Napoleone fu finalmente sconfitto nella battaglia di Waterloo, nacque il nuovo Ducato di Brunswick e le truppe tornarono in patria: erano 7000 uomini in tutto. I soldati ritornarono ad ogni modo in patria senza il loro beneamato duca, il quale morì nella battaglia di Quatre-Bras il 16 giugno 1815, alla guida del suo esercito.
Nel Brunswick della prima metà dell'Ottocento, il metodo della coscrizione obbligatoria rimaneva il principale metodo di sostentamento dell'esercito, valido per tutti i maschi residenti di età compresa tra i 20 ed i 25 anni. La selezione avveniva curiosamente tramite lotteria, quindi era possibile evitare il servizio militare vendendo il biglietto della lotteria ad altri coscritti o inviando una persona al proprio posto. Gli uomini che avevano particolari problematiche mentali o fisiche non potevano essere arruolati.

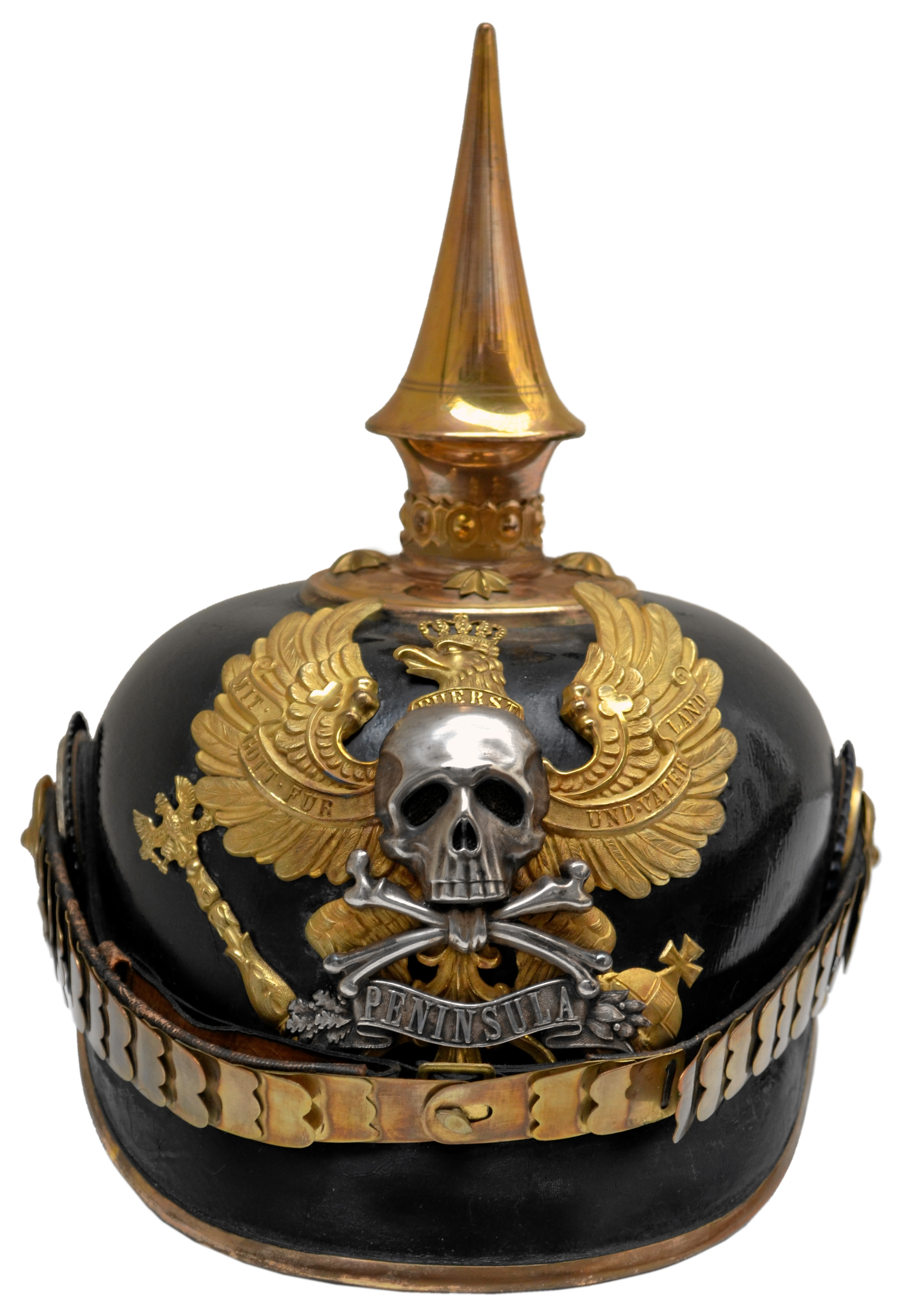
Elmetto pickelaube da parata del 17º reggimento ussari del Brunswick con l'insegna del teschio (Totenkopf) voluto dal duca Federico Guglielmo (l'elmo qui fotografato appartenne al duca Giovanni Alberto di Meclemburgo-Schwerin che fu reggente del ducato di Brunswick)

Nel 1816 fu creata la Commissione per l'amministrazione militare, che era responsabile appunto dell'amministrazione militare del ducato. Dal 1826 questi compiti furono assunti dal Collegio Ducale di Guerra che era responsabile della custodia della cassa militare, dell'amministrazione delle caserme, dei rifornimenti, delle armerie e degli ospedali militari.
Poiché Carlo, il primogenito del defunto duca, era ancora minorenne, il comando supremo venne temporaneamente assunto da re Giorgio IV del Regno Unito che decise una drastica riduzione del numero di uomini impiegati nell'esercito del ducato di Brunswick, così che sebbene l'esercito di Brunswick fosse ancora nominalmente composto da circa 1800 uomini, il numero effettivo di soldati nei quattro battaglioni di fanteria era di soli 160 uomini ciascuno. Alcuni degli ussari vennero impiegati anche per altri servizi, come ad esempio nella polizia del ducato. Nel 1821, la Confederazione germanica approvò una costituzione federale che obbligava il ducato di Brunswick a inviare l'1% della propria popolazione al contingente congiunto di truppe che costituiva appunto l'esercito federale. Oltre alle truppe di fanteria, queste avrebbero dovuto includere anche una percentuale di cavalieri e due cannoni ogni 1000 uomini. Le truppe del Brunswick e dell'Hannover costituirono insieme il X corpo d'armata federale. Poiché le truppe venivano essere licenziate in tempo di pace, la forza delle truppe dell'esercito del Brunswick all'inizio degli anni '20 dell'Ottocento era di circa 520 uomini in servizio attivo stabile.
Quando il duca Carlo II assunse la guida degli affari di governo, fece in modo che il numero delle truppe fosse aumentato con la costituzione di un nuovo battaglione di cacciatori e portò il numero totale dei militari del suo stato a 2500 uomini. Nel 1825 istituì un distaccamento di cavalleria di 300 uomini, ampliando con essi i servizi di polizia già attivi nello stato. 150 erano gli artiglieri. Nel 1830, dopo la caduta di Carlo, suo fratello Guglielmo ridusse nuovamente il numero dei soldati per i costi eccessivi del loro mantenimento.
Il 15 luglio 1848, nell'anno delle rivoluzioni, la Confederazione germanica aumentò il numero di uomini in arme da conferire alla confederazione, portandolo al 2% della popolazione. Di conseguenza, il Brunswick doveva ora tenere a disposizione circa 5000 uomini, forza che venne ottenuta includendo all'esercito regolare anche la milizia locale, così da contenere le spese per soli 2700 militari effettivi. Durante la rivolta dello Schleswig-Holstein (1848-1851), il Brunswicl fornì delle truppe come parte dell'esercito della Confederazione germanica, contro la Danimarca.
Negli anni dal 1849 al 1854, le truppe del ducato di Brunswick firmarono una convenzione militare col regno di Prussia entrando come brigata della 7ª divisione di fanteria prussiana di stanza a Magdeburgo. Venne inoltre abolito il diritto di farsi sostituire per la coscrizione, ma questa venne ridotta come obbligatoria ad un solo anno. I regolamenti interni e le armi vennero standardizzati al modello prussiano, migliorando così anche l'addestramento, ma attirandosi l'opposizione dell'Austria e dell'Hannover che nel 1854 costrinsero il Brunswick a ritirare la convenzione e a riprendere su di sé la piena gestione delle proprie truppe.
In vista della guerra di Crimea del 1854, la regina Vittoria del Regno Unito allestì una compagnia di mercenari tedeschi, svizzeri e italiani. Tra questi vi erano circa 180 soldati del ducato di Brunswick che prestarono servizio sotto il generale barone Richard von Stutterheim nella "Legione anglo-tedesca" contro le truppe russe. Nel marzo del 1856, venne concluso l'accordo di pace ma le truppe mercenarie, anziché venire licenziate, vennero reimpiegate dagli inglesi nella Colonia del Capo in Africa meridionale per combattere contro le tribù indigene ribelli della provincia della Kaffraria Britannica.
Sebbene legato sempre più strettamente alla Prussia, il ducato di Brunswick rimase neutrale durante la guerra dello Schleswig-Holstein nel 1864, esprimendo invece come molti altri stati tedeschi, preoccupazione per un possibile scontro tra Prussia e Austria.
Nella guerra austro-prussiana del 1866, il Brunswick scelse di allearsi nuovamente con la Prussia e decise di unirsi anche alla Confederazione Tedesca del Nord il 18 agosto 1866.

### L'ultima fase

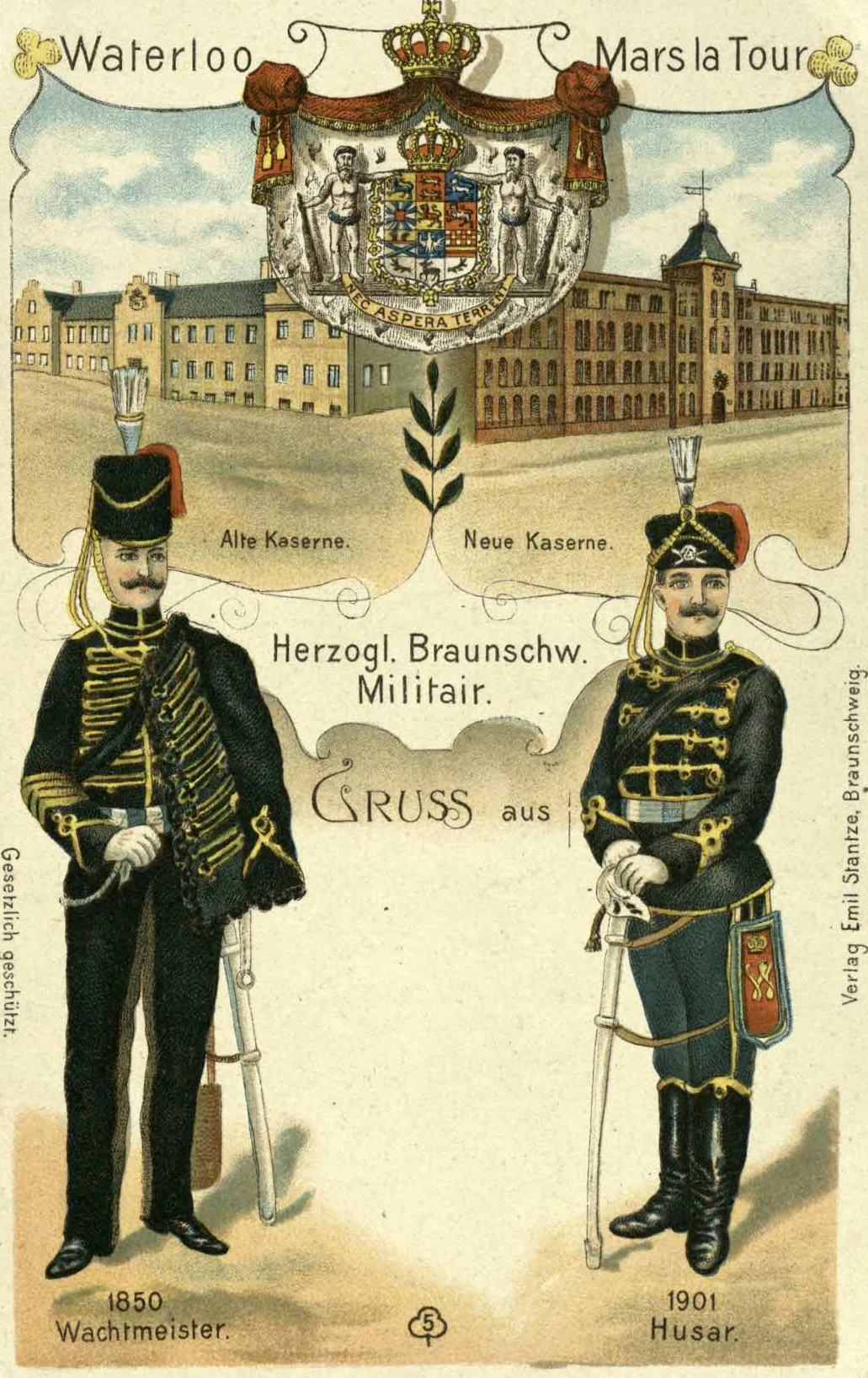
Cartolina celebrativa del 1900 dell'esercito del Brunswick. Si notino le tipiche uniformi nere

Il ducato di Brunswick perse sempre più la sua indipendenza militare col passare degli anni e con l'avvento dell'Impero tedesco sotto la sovranità prussiana. Dapprima le sue truppe divennero parte dell'esercito della Confederazione Tedesca del Nord, la quale era comandata dalla Prussia, stato che ora riforniva e dirigeva le armate del Brunswick sebbene queste fossero ancora formalmente indipendenti.
Con la mobilitazione del luglio 1870, le truppe del ducato di Brunswick marciarono su Bingerbrück per prendere parte alla guerra franco-prussiana come parte della II armata prussiana, combattendo a Mars-la-Tour, a Saarbrücken ed a Spichern, a Metz ed a St. Privat. Dopo la fine della guerra, la fanteria del Brunswick rimase in Alsazia-Lorena come parte delle forze di occupazione e tornò in patria solo nel 1886.
La Prussia a partire dal 1866 aveva cercato di concludere delle convenzioni militari con diversi stati tedeschi che portò alla progressiva incorporazione delle forze locali nell'esercito prussiano. Tuttavia questa strategia non aveva avuto successo col duca Guglielmo di Brunswick che non solo era critico nei confronti della Prussia di Bismarck, ma riteneva importante l'indipendenza militare del proprio paese e non cedette di fronte alle pressioni prussiane.
Dopo la sua morte nel 1884, ad ogni modo, non avendo avuto eredi, il trono del Brunswick passò in reggenza al principe Alberto di Prussia il quale, ovviamente, sottoscrisse di buon grado la convenzione coi prussiani, cancellando di fatti dal 1886 l'indipendenza militare del ducato. Le truppe del Brunswick entrarono così a far parte direttamente dell'esercito prussiano, il quale ne sostituì anche le uniformi a partire dal 1892. Dopo la sconfitta tedesca nel 1918 e le restrizioni agli armamenti stabilite nel Trattato di Versailles, le formazioni militari dell'ex ducato di Brunswick vennero sciolte nel 1919.